# Kajmánformák
A kajmánformák (Caimaninae) a hüllők (Reptilia) osztályának krokodilok (Crocodilia) rendjébe, ezen belül az aligátorfélék (Alligatoridae) családjába tartozó alcsalád.

## Tudnivalók
A kajmánformák legközelebbi rokonai az aligátorformák (Alligatorinae). Ezek az állatok Közép- és Dél-Amerikában élnek. A ma is élő fajok, a krokodilok között eléggé kis méretűek, a legkisebb az általában 1 méteres Cuvier-törpekajmán, míg a legnagyobb a fekete kajmán, amely a 4 méteres hosszúságot is elérheti. Azonban a fosszilis fajok között egészen óriási méretűek is voltak, mint például a miocén kori Purussaurusok és Mourasuchusok, amelyek akár a 12 métert is elérték. Az utóbbi fajnak széles kacsacsőrszerű szája volt.

## Rendszerezés
Az alcsaládba az alábbi recens és fosszilis nemek, illetve fajok tartoznak:
- †Centenariosuchus
- †Culebrasuchus
- †Eocaiman
- †Globidentosuchus
- Paleosuchus Gray, 1862 – 2 élő faj
- †Purussaurus
- †Mourasuchus
- †Necrosuchus
- †Orthogenysuchus
- †Tsoabichi
- Jacarea klád
  - Caiman Spix, 1825 – 3 élő és 7 fosszilis faj
  - Melanosuchus Gray, 1862 – 1 élő és 1 fosszilis faj

## Képek az élő fajokról

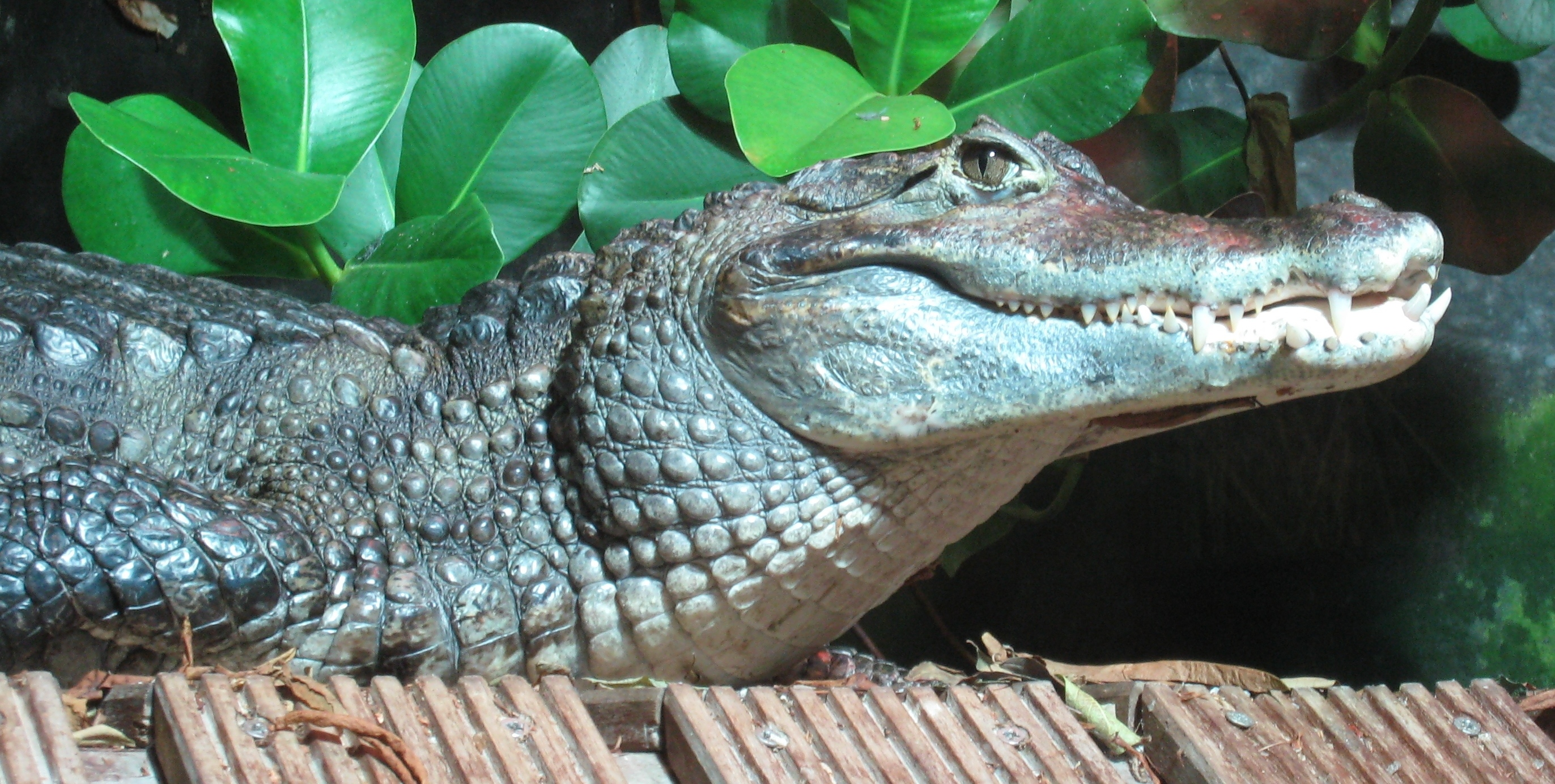
Pápaszemes kajmán (Caiman crocodilus)
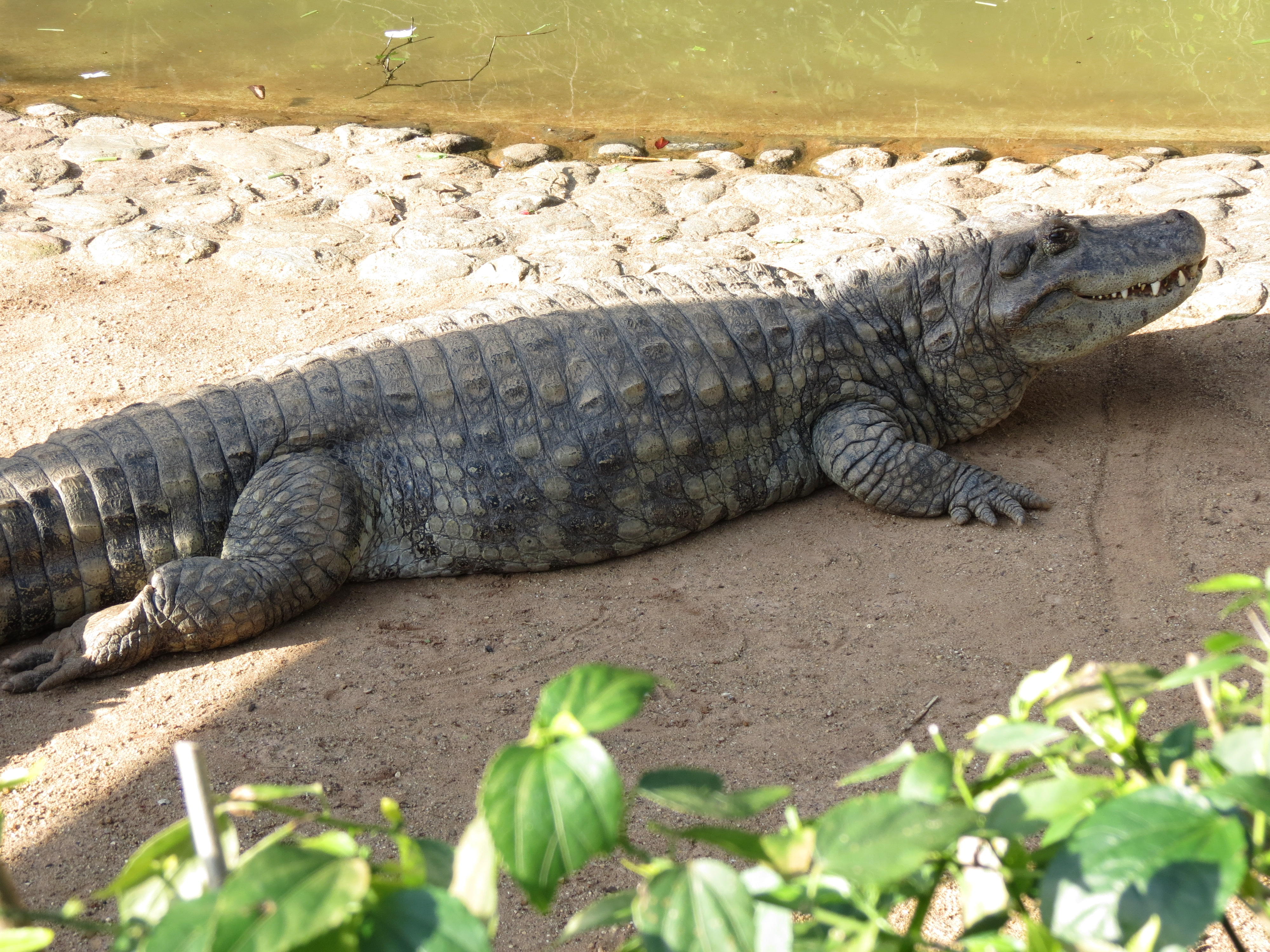
Sakáre-kajmán (Caiman latirostris)
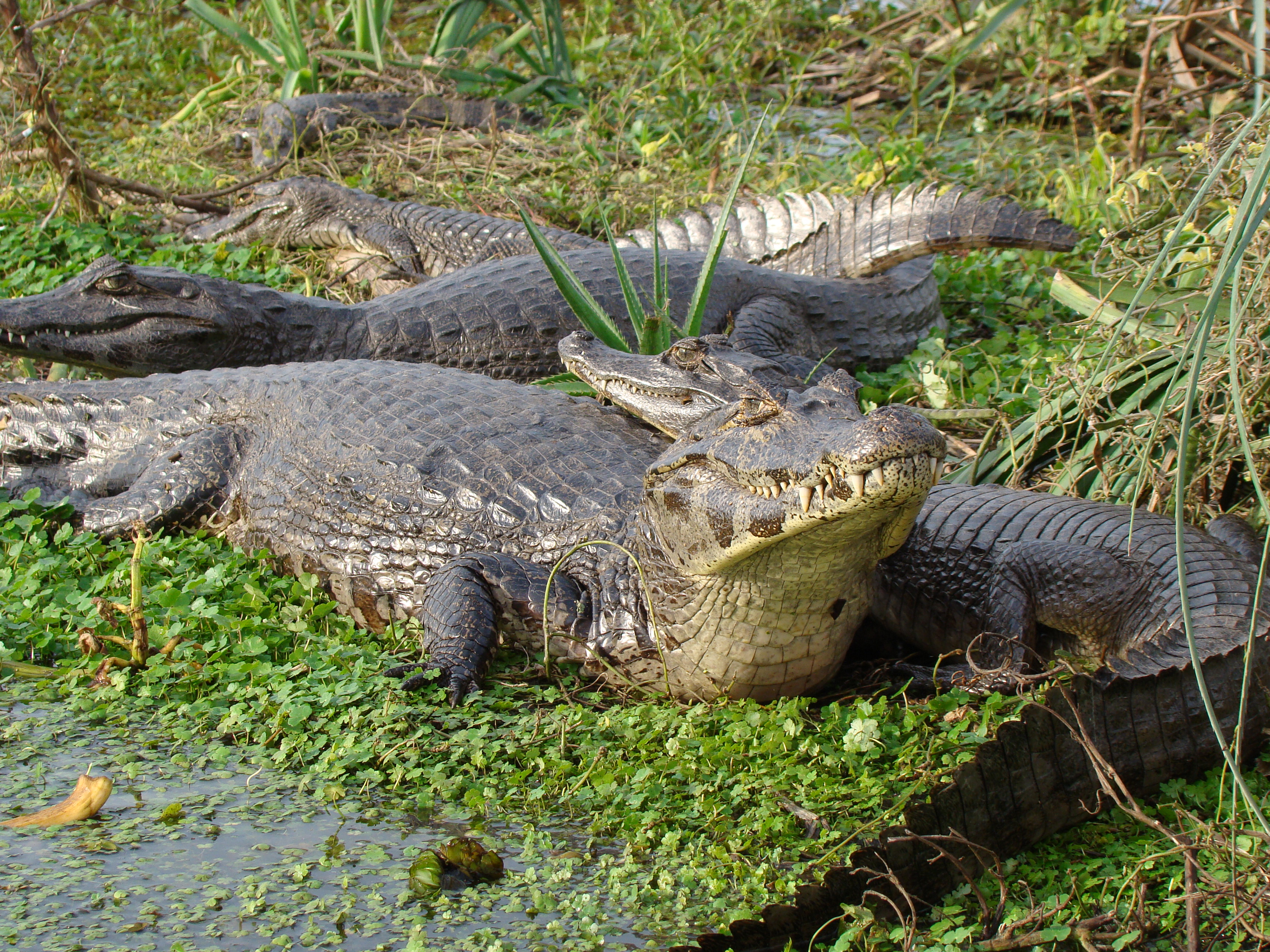
Yacare kajmán (Caiman yacare)
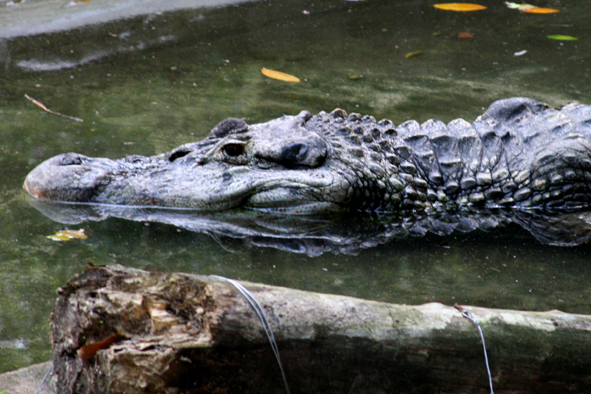
Fekete kajmán (Melanosuchus niger)
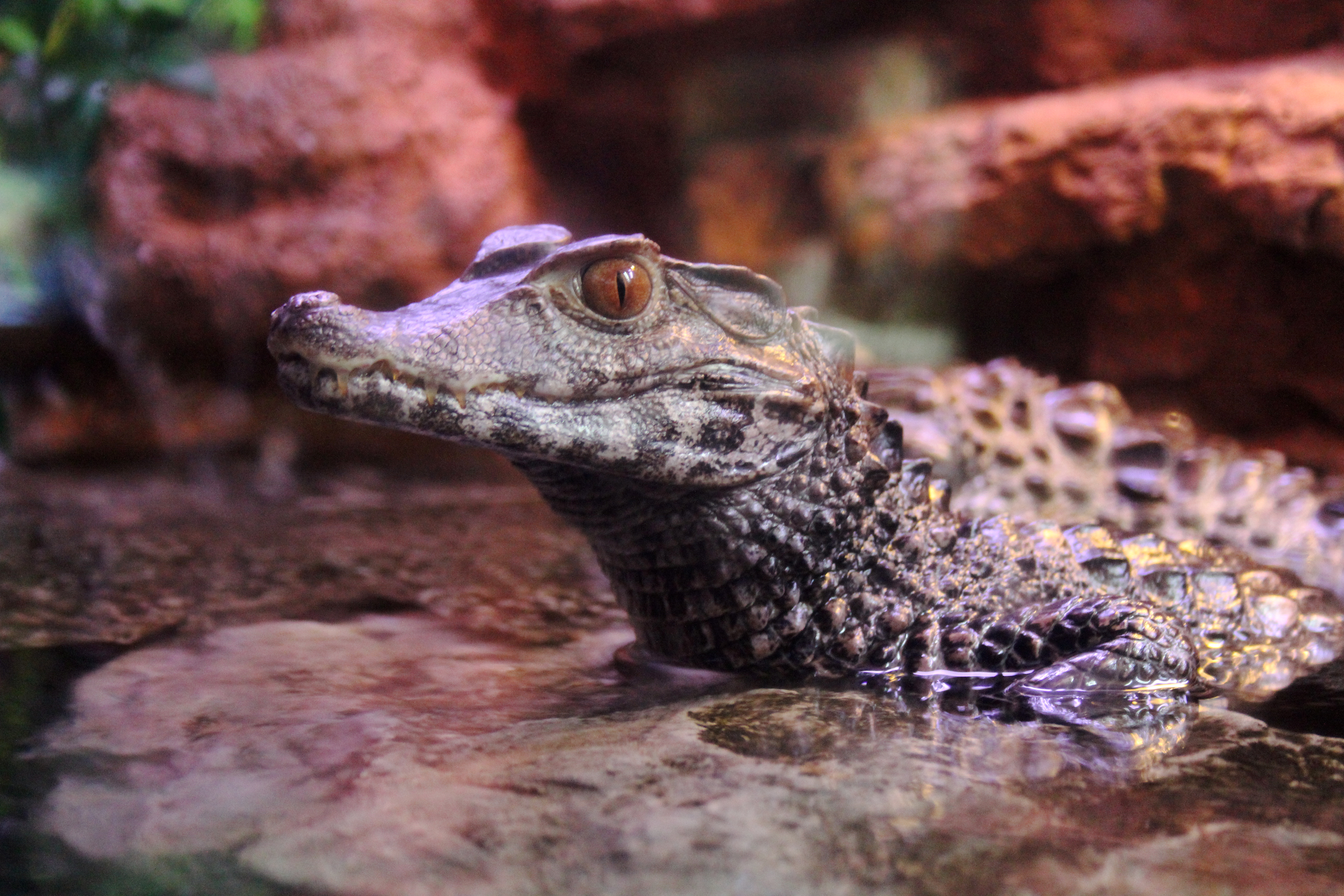
Cuvier-törpekajmán (Paleosuchus palpebrosus)
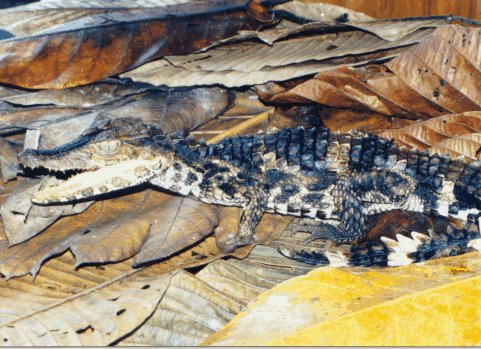
Schneider-törpekajmán (Paleosuchus trigonatus)

## Fordítás
- Ez a szócikk részben vagy egészben  a   Caiman című angol Wikipédia-szócikk ezen változatának fordításán alapul.  Az eredeti cikk szerkesztőit annak laptörténete sorolja fel. Ez a jelzés csupán a megfogalmazás eredetét és a szerzői jogokat jelzi, nem szolgál a cikkben szereplő információk forrásmegjelöléseként.